# Epimeria tuberculata
Epimeria tuberculata ist ein Krebstier aus der Ordnung der Flohkrebse. Die Art aus der Unterordnung der Gammaridea ist in den kalten, marinen Gewässern des europäischen Nordens häufig, zu finden.

## Merkmale
Epimeria tuberculata ist weiß mit einem Stich ins Rote und wird etwa 1,5 Zentimeter lang. Wie alle Epimeria-Arten hat diese Art große Coxalplatten, von denen jene der ersten drei Segmente schmal und am distalen Ende eher stumpf sind. Die vierten und fünften Coxalplatten sind besonders groß ausgebildet, ihre Fortsätze sind aber nicht so spitz wie bei der nahe verwandten Art Epimeria cornigera. Epimeria tuberculata besitzt dorsale Kiele, die nach hinten dornartig verlängert sind.

## Lebensraum
Die Art lebt im nordöstlichen Atlantik vor Norwegen und Schottland bis Island in 200 bis 400 Metern Tiefe.